# مايك فليتوود
مايك فليتوود (بالإنجليزية: Mick Fleetwood)‏ هو طبال وممثل بريطاني، ولد في 24 يونيو 1947 في المملكة المتحدة.

## وصلات خارجية
- مايك فليتوود على موقع IMDb (الإنجليزية)
- مايك فليتوود على موقع الموسوعة البريطانية (الإنجليزية)
- مايك فليتوود على موقع ألو سيني (الفرنسية)
- مايك فليتوود على موقع ميوزك برينز (الإنجليزية)
- مايك فليتوود على موقع رولينغ ستون (الإنجليزية)
- مايك فليتوود على موقع أول موفي (الإنجليزية)
- مايك فليتوود على موقع قاعدة بيانات الأفلام السويدية (السويدية)
- مايك فليتوود على موقع إن إن دي بي (الإنجليزية)
- مايك فليتوود على موقع أول ميوزيك (الإنجليزية)
- مايك فليتوود على موقع ديسكوغز (الإنجليزية)